# RS-502
Pour les articles homonymes, voir Route 502.
La RS-502 est une route locale du Centre-Est de l'État du Rio Grande do Sul qui relie la BR-287, sur le territoire de la municipalité de Paraíso do Sul, à la BR-153, sur celui de la commune de Cachoeira do Sul. Elle dessert ces deux seules communes, et est longue de 30 km. Son tronçon entre la BR-287 et le district de Três Vendas de Cachoeira do Sul - 25 km - n'est pas asphalté.